# باول ريغر
باول ريغر (بالإنجليزية: Paul Rieger)‏ هو سياسي نيوزلندي، ولد في 1950.